# Clase Rodman-58
La Clase Rodman-58 es una serie de patrulleros diseñadas y fabricadas por el astillero español Rodman Polyships, de la parroquia de Meira, municipio de Moaña, Pontevedra. Están construidas en poliéster reforzado con fibra de vidrio y pueden navegar unas 450 millas sin tocar puerto, siendo capaces de manejarse en temporales de hasta fuerza 6.

## Ventas
El Servicio Marítimo de la Guardia Civil posee una unidad basada en Marín (Pontevedra), que está asignada al parque nacional de las Islas Atlánticas de Galicia. El Servicio de Guardacostas de Galicia tiene dos embarcaciones de esta clase, la Punta Festiñazo, I.P.600, basada en Mugía (La Coruña), y la Punta Roncadoira, I.P.601, basada en el puerto de Cillero (Vivero, Lugo). La Consejería de Agricultura, Pesca y Medio Ambiente de la Junta de Andalucía tiene otras dos, la Isla de Tarifa y la Punta Polacra, entregadas en 2005, mientras que otros dos ejemplares fueron vendidos a Yemen, entregados en 2006 y registrados OMS 1801 y OMS 1802.

## Unidades

### Servicio de Guardacostas de Galicia

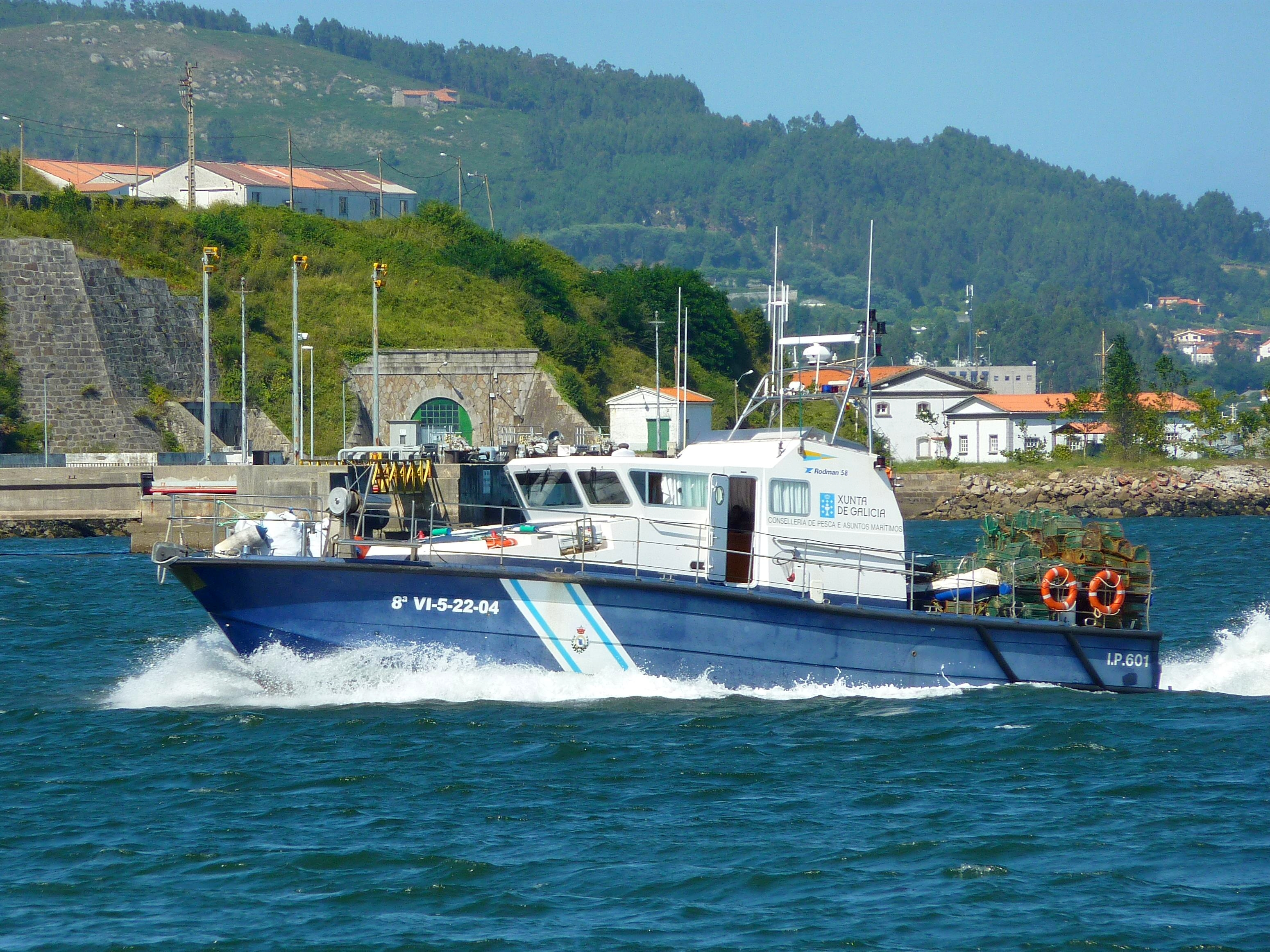
Patrullera Punta Roncadoira, I.P.601, navegando por la ría de Ferrol.

| Código  | Nombre           | Número de serie | Año de entrada en servicio | Año de baja | Base              | Observaciones                  |
| ------- | ---------------- | --------------- | -------------------------- | ----------- | ----------------- | ------------------------------ |
| I.P.600 | Punta Festiñazo  |                 | 2006                       | En servicio | Mugía (La Coruña) |                                |
| I.P.601 | Punta Roncadoira |                 | 2006                       | En servicio | Vivero (Lugo)     | Basada en el Puerto de Cillero |

### Servicio Marítimo de la Guardia Civil

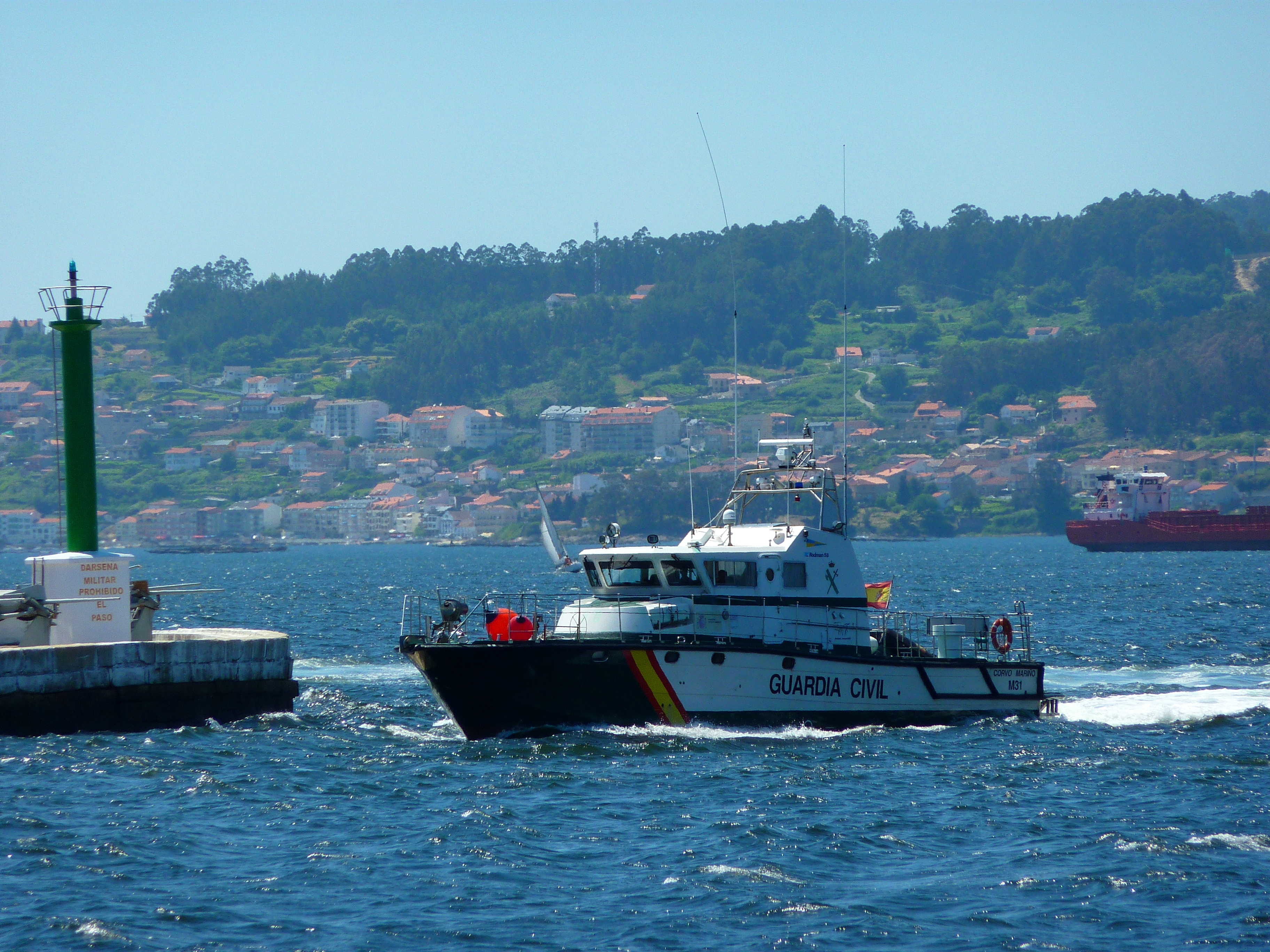
La patrullera del Servicio Marítimo de la Guardia Civil, Corvo Mariño, M31, entrando en la Escuela Naval de Marín.

| Código | Nombre       | Número de serie | Año de entrada en servicio | Año de baja | Base               | Observaciones                                                  |
| ------ | ------------ | --------------- | -------------------------- | ----------- | ------------------ | -------------------------------------------------------------- |
| M31    | Corvo Mariño |                 | 2006                       | En servicio | Marín (Pontevedra) | Asignada al parque nacional de las Islas Atlánticas de Galicia |

### Consejería de Agricultura, Pesca y Medio Ambiente de la Junta de Andalucía
| Código | Nombre         | Número de serie | Año de entrada en servicio | Año de baja | Base    | Observaciones |
| ------ | -------------- | --------------- | -------------------------- | ----------- | ------- | ------------- |
|        | Isla de Tarifa |                 | 2005                       | En servicio | Cádiz   |               |
|        | Punta Polacra  |                 | 2005                       | En servicio | Almería |               |

### Armada Yemení
| Código  | Nombre | Número de serie | Año de entrada en servicio | Año de baja | Base  | Observaciones |
| ------- | ------ | --------------- | -------------------------- | ----------- | ----- | ------------- |
| OMS1801 |        |                 | 2006                       | En servicio | Yemen |               |
| OMS1802 |        |                 | 2006                       | En servicio | Yemen |               |